# مرادآباد (نورآباد)
مرادآباد یک روستا در ایران است که در دهستان نورآباد شهرستان دلفان واقع شده‌است. مرادآباد 1520 نفر جمعیت دارد.